# Phyllachora drypeticola
Phyllachora drypeticola är en svampart som beskrevs av F. Stevens & Dalbey 1919. Phyllachora drypeticola ingår i släktet Phyllachora och familjen Phyllachoraceae.   Inga underarter finns listade i Catalogue of Life.